# Шамбији
Шамбији (фр. Chambilly) насеље је и општина у источном делу централне Француске у региону Бургоња, у департману Саона и Лоара која припада префектури Шарол.
По подацима из 2011. године у општини је живело 506 становника, а густина насељености је износила 37,12 становника/km². Општина се простире на површини од 13,63 km². Налази се на средњој надморској висини од 248 метара (максималној 320 m, а минималној 238 m).

## Демографија
| 1962. | 1968. | 1975. | 1982. | 1990. | 1999. | 2011. |
| ----- | ----- | ----- | ----- | ----- | ----- | ----- |
| 637   | 729   | 661   | 600   | 516   | 497   | 506   |

График промене броја становника у току последњих година